# Список персонажів телесеріалу «Зоряна брама: Атлантида»
Нижче приведений список та опис персонажів американо-канадського науково-фантастичного телевізійного серіалу «Зоряна брама: Атлантида».

## Головні персонажі

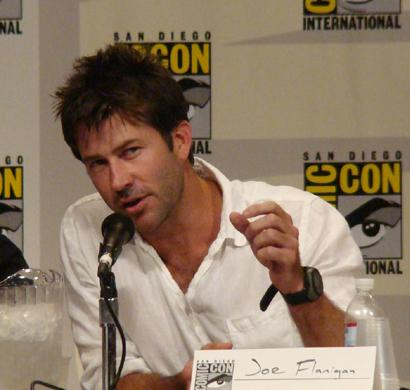
Джо Фланіган, виконавець ролі Джона Шеппарда (Comic Con, 2007)

### Джон Шеппард
Джон Шеппард — підполковник ВПС США, військовий льотчик, командувач військового контингенту бази «Атлантіс». Від народження має ген Древніх.

### Родні Маккей
Доктор Родні Маккей — головний науковець експедиції «Атлантіс», член команди Шеппарда впродовж усіх п'яти сезонів.

### Тейла Еммаган
Тейла Еммаган — колишній лідер атозіанців, що від початку серіалу приєдналася до команди Джона Шеппарда. За відсутності голови експедиції також виконувала адміністративні обов'язки.

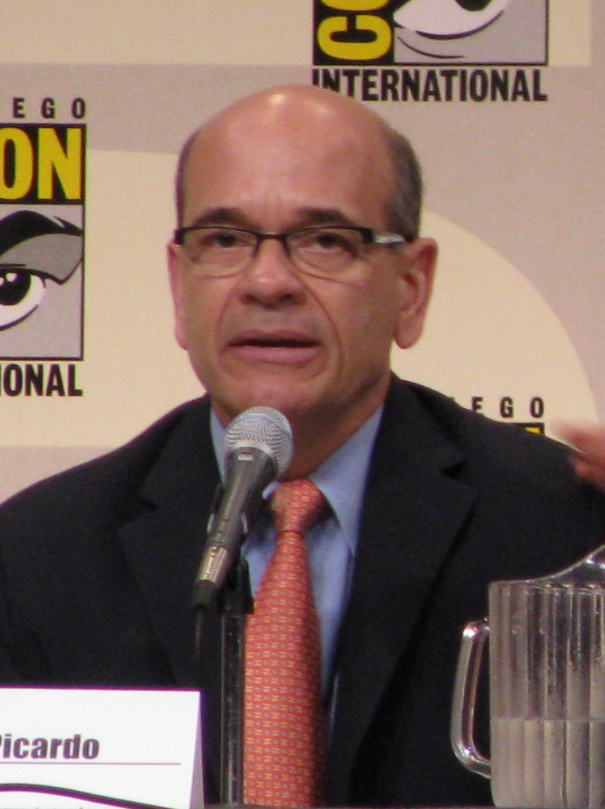
Роберт Пікардо, виконавець ролі Річарда Вулсі (Comic Con, 2008)

### Ронон Декс
Ронон Декс — в минулому військовий збройних сил Сатіди, з другого сезону приєднався до команди Джона Шеппарда.

### Елізабет Веїр
Доктор Елізабет Веїр — голова експедиції «Атлантіс» впродовж перших тьох сезонів телесеріалу.

### Саманта Картер
Саманта Картер — полковник ВПС США, вчений-астрофізик, голова експедиції та військовий командувач бази «Атлантіс» у четвертому сезоні.

### Річард Вулсі
Річард Вулсі — колишній агент NID, представник США в IOA, голова експедиції «Атлантіс» у п'ятому сезоні. 

### Карсон Бекет
Доктор Карсон Бекет — головний лікар експедиції «Атлантіс» впродовж перших трьох сезонів, розробник генної терапії для використання технологій Древніх, розробник ретровірусу для пригнічення ДНК Іратуса в геномі рейфів, загинув під час виконання службових обов'язків. Наприкінці четвертого сезону його клон повернувся в Атлантиду та в п'ятому сезоні отримав посаду лікаря експедиції.

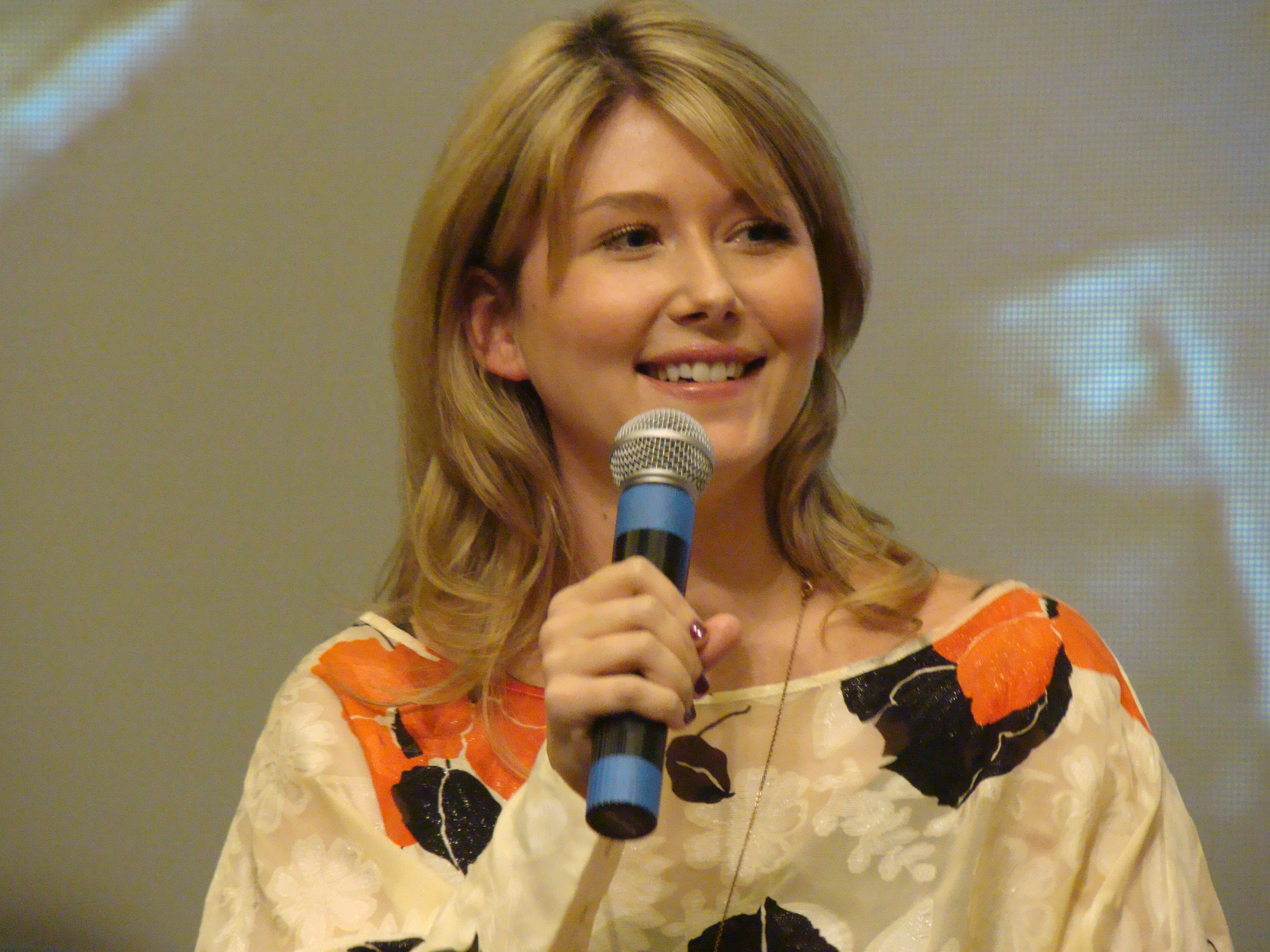
Джуел Стейт, виконавиця ролі Дженніфер Келлер (2008)

### Дженніфер Келлер
Доктор Дженніфер Келлер — головний лікар експедиції «Атлантіс» з кінця третього сезону.

### Ейдан Форд
Ейдан Форд — лейтенант Корпусу морської піхоти США, був заступником Джона Шеппарда та входив до складу його команди впродовж першого сезону. Вижив у екстремальних обставинах під час атаки Атлантиди рейфами, але лишився залежним від ензиму, відмовився від лікування та втік з міста. З представників місцевого населення сформував власний загін, що деякий час збирав інформацію та здійснював напади на рейфів. З середини другого сезону вважається мертвим.

## Другорядні персонажі

### Земляни

#### Члени експедиції «Атлантіс»
Експедиція «Атлантіс» являє собою міжнародний контингент, що складається з представників понад 20 країн. Залежно від своєї спеціалізації, персонал експедиції поділяється на п'ять категорій, кожна з яких вирізняється власним кольором деталей міської уніформи — червоним (адміністрація), чорним (військові), блакитним (науковці), жовтим (медичний персонал) та зеленим (техніки).
| Персонаж                                | Спеціалізація | Грає            | Поява в серіалі     | Опис |
| --------------------------------------- | ------------- | --------------- | ------------------- | --- |
| Еван Лорн (англ. Evan Lorne)            | військовий    | Каван Сміт      | 2 — 5 сезони        | Майор ВПС США, другий за званням (після Джона Шеппарда) військовий офіцер експедиції «Атлантіс». |
| Бейтс (англ. Bates)                     | військовий    | Дін Маршалл     | 1, 4 сезони         | Сержант Корпусу морської піхоти США, чільник Служби безпеки бази Атлантіс. Після виходу у відставку за станом здоров'я — агент IOA. |
| Маршалл Самнер (англ. Marshall Sumner)  | військовий    | Роберт Патрік   | 1 сезон             | Від початку командувач військового контингенту експедиції «Атлантіс». В першій серії під час атаки рейфів разом з рештками своєї команди та атозійцями потрапив у полон та був застрелений Шеппардом, аби зупинити тортури через харчування рейфа-хранительки. |
| Радек Зеленка (англ. Radek Zelenka)     | науковець     | Девід Найкл     | 1 — 5 сезони        | Чеський вчений, експерт з технологій Древніх. |
| Кеті Браун (англ. Katie Brown)          | науковець     | Бренда Джеймс   | 2 — 4 сезони        | Ботанік, з якою понад рік зустрічався Родні Маккей, та яка назвала знайдену нею схожу на кактус рослину з M35-117 на його честь — Rodneyana villosa. Після розриву з Маккеєм залишила Атлантиду.                                                               |
| Пітер Каванах (англ. Peter Kavanagh)    | науковець     | Бен Коттон      | 1 — 2, 4 — 5 сезони | |
| Кейт Хейтмайер (англ. Kate Heightmeyer) | лікар         | Клер Ранкін     | 1 — 4 сезони        | Психолог |
| Доктор Біро (англ. Dr. Biro)            | лікар         | Ліндсей Коллінз | 1 — 3 сезони        | Патологоанатом з команди доктора Бекета. |
| Пітер Гродін (англ. Peter Grodin)       | технік        | Крейг Вероні    | 1 сезон             | |
| Чак (англ. Chuck)                       | технік        | Чак Кемпбелл    | 1 — 5 сезони        | |
| Амелія Бенкс (англ. Amelia Banks        | технік        | Шерон Тейлор    | 4 — 5 сезони        | |

#### Інші військові персонажі

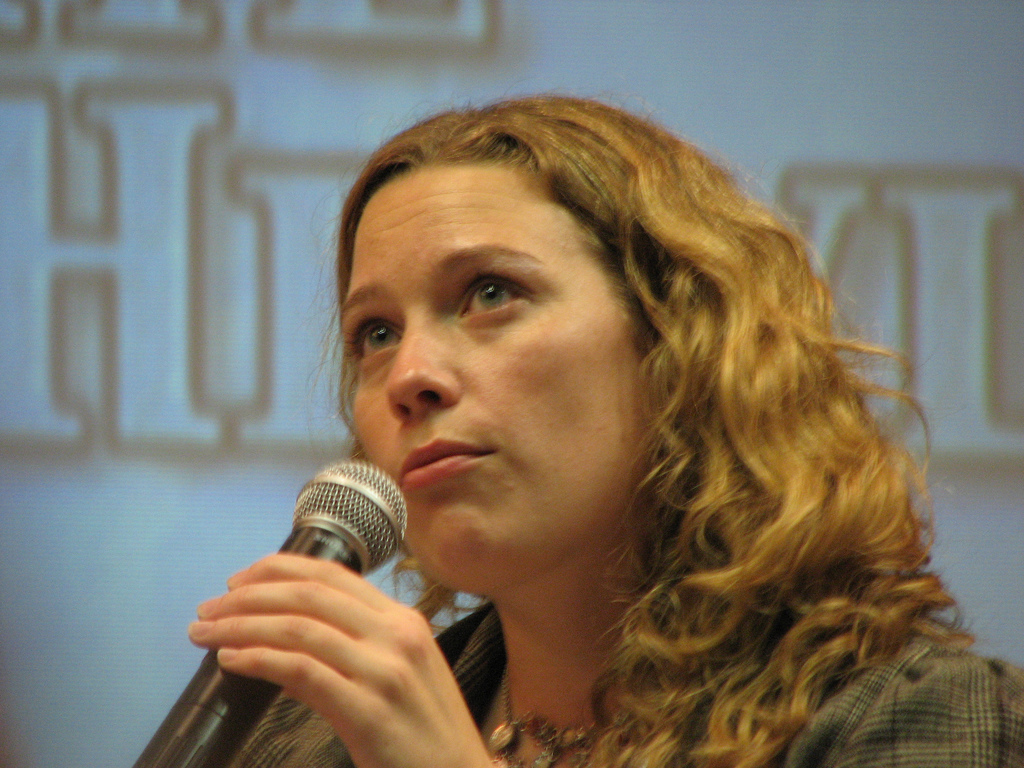
Кейт Хьюлетт, виконавиця ролі Джінні Міллер (2007)

- Стівен Колдвелл (англ. Steven Caldwell, грає Мітч Піледжі) — полковник ВПС США, командувач крейсера «Дедал».
- Абрахам Елліс (англ. Abraham Ellis, грає Майкл Біч) — полковник ВПС США, командувач крейсера «Аполлон».

#### Інші цивільні персонажі
- Доктор Деніел Джексон (англ. Daniel Jackson, грає Майкл Шенкс) — лінгвіст та археолог, чия праця з перекладу давніх символів зробила можливими сучасні подорожі крізь Зоряні брами, та завдяки власним зусиллям якого було встановлено контакти з багатьма іншопланетними цивілізаціями. Член SG-1.
- Доктор Білл Лі (англ. Lindsey Novak, грає Білл Доу) — науковець з бази Зоряної брами.
- Доктор Ліндсей Новак (англ. Lindsey Novak, грає Еллі Харві) — інженер на борту крейсера «Дедал».
- Джинні Міллер (англ. Jeannie Miller, грає Кейт Хьюлетт) — фізик-теоретик, молодша сестра Родні Маккея.
- Малкольм Барретт (англ. Malcolm Barrett, грає Пітер Флеммінг) — агент NID.

### Атозійці
Перший контакт та найдавніші союзники експедиції «Атлантіс» в галактиці Пегас. Але, разом з тим, поява команди Атлантиди на Атозі спричинила розвиток подій, що призвели до передчасного пробудження рейфів.
| Персонаж              | Грає               | Поява в серіалі | Опис |
| --------------------- | ------------------ | --------------- | --- |
| Холін (англ. Halling) | Крістофер Хейєрдал | 1, 4 сезони     | Негласний лідер атозіанців, опікується збереженням давніх традицій свого народу та пошани Предків.                                                |
| Канаан (англ. Kanaan) | Патрік Сабонгу     | 4, 5 сезони     | Партнер Тейли, батько її сина, має ДНК рейфів, якись час був гібридом на службі у Майкла.                                                         |
| Чарін (англ. Charin)  | Бренда Макдоналд   | 1, 2 сезони     | Старійшина, розповіла про експерименти рейфів над предками Тейли, наприкінці свого життя відмовилася від встановлення електрокардіостимулятора.   |
| Джинто (англ. Jinto)  | Ріс Томпсон        | 1 сезон         | Син Холіна, який під час гри в хованки випадково потратив у лабораторію Древніх та звільнив енергетичну істоту, що стала загрозою для експедиції. |

### Дженаї
Конфедерація, рівень розвитку власних технологій якої приблизно відповідає Землі 1940-х років. Одна з небагатьох людських спільнот галактики Пегас, яка планувала застосування військових дій проти рейфів.
| Персонаж                           | Грає          | Поява в серіалі | Опис |
| ---------------------------------- | ------------- | --------------- | --- |
| Шеф Коен (англ. Chief Cowen)       | Колм Мини     | 1 — 2 сезони    | Лідер Дженаїв, попри мирні угоди залишався ворогом Атлантиди через передчасне пробудження рейфів, повалений Лейдоном Радимом.            |
| Акастус Коля (англ. Acastus Kolya) | Роберт Даві   | 1, 3 сезони     | Військовий, очолював захоплення Атлантиди, роками тримав у полоні Тодда, особистий ворог Джона Шеппарда.                                 |
| Лейдон Радим (англ. Ladon Radim)   | Райан Роббінс | 1, 3 сезони     | Вчений, входив до ударного загону Колі під час захоплення Атлантиди, згодом — лідер Дженаїв.                                             |
| Сора (англ. Sora)                  | Ерін Чемберс  | 1 сезон         | Військова, звинувачувала Тейлу в смерті свого батька та намагалася помститися, після поразки загону Колі залишилася бранкою в Атлантиді. |

### Рейфи
На час подій серіалу, домінуюча раса галактики Пегас. Через те, що рейфи не вважали за потрібне надавати будь-яку особисту інформацію про себе, вони переважно згадуються за штучними «іменами» — прізвиськами, які вигадав Джон Шеппард.
| Персонаж                 | Грає                        | Поява в серіалі | Опис |
| ------------------------ | --------------------------- | --------------- | --- |
| «Тодд» (англ. Todd)      | Крістофер Хейєрдал          | 3 — 5 сезони    | Вчений та військовий лідер, тривалий час перебував у полоні Дженаїв, звідки втік завдяки співпраці з Джоном Шеппардом, після чого неодноразово (як з власної волі, так і вимушено) співпрацював з Атлантидою. Був свідком першої активації приладу Аттеро Древніми, отже на час подій серіалу вік Тодда становить принаймні 10000 років. |
| «Майкл» (англ. Michael)  | Конор Трінір та Брент Стейт | 2 — 5 сезони    | Вчений, якого викрала команда Атлантиди задля випробування ретровірусу Бекета і який врешті-решт залишився гібридом, що взяв за мету знищення як рейфів, так і людства. Вбитий Тейлою під час його спроби захопити «Атлантіс» та викрасти її сина.                                                                                       |
| «Стів» (англ. Steve)     | Джеймс Лафазанос            | 1 сезон         | Полонений, що був захоплений командою Шеппарда за допомогою кулона Тейли, та на якому було вперше випробувано хоффанський вірус. Майже одразу помер від дії побічних ефектів вірусу. |
| «Боб» (англ. Bob)        | Джеймс Лафазанос            | 1 сезон         | Скаут, який за мить до самознищення свого корабля телепортувався в Атлантиду з метою розвідки та саботування захисних систем міста. Після викриття та ув'язнення був страчений Шеппардом через відмову співпрацювати. |
| «Кенні» (англ. Kenny)    | Тайлер Макклендон           | 5 сезон         | Військовий командувач, заступник Тодда, брав участь у перемовинах щодо застосування генної терапії доктора Келлер, за відсутності свого командира співпрацював з командою Шеппарда. |
| «Біллі» (англ. Billy)    | Джеймс Чаттер               | 5 сезон         | Колишній офіцер на борту корабля-вулика Первинної, згодом військовий командувач у складі альянсу Тодда. |
| Первинна (англ. Primary) | Аполлонія Ванова            | 5 сезон         | Королева рейфів, на відміну від інших королев очолювала не тільки власний вулик, а й численний альянс. Згідно з планом Тодда, який її вбив та згодом посів місце чільника альянсу, така зміна влади мала сприяти застосуванню генної терапії доктора Келлер.                                                                             |
| Еллія (англ. Ellia)      | Джуел Стейт                 | 2 сезон         | Дівчина-рейф, що була вихована як звичайна дитина чоловіком, який випадково знайшов її серед уламків корабля рейфів. Після невдалої спроби застосування нею ретровірусу атакувала Шеппарда, через що той був змушений застрелити її. |

### Асурани
Реплікатори, що були створені Древніми як зброя проти рейфів.
| Персонаж                | Грає              | Поява в серіалі | Опис |
| ----------------------- | ----------------- | --------------- | --- |
| Ніам (англ. Niam)       | Джон О'Каллахан   | 3 сезон         | Лідер фракції Асуран, що ставили собі за мету вознесіння. Співпрацюв з командою Атлантиди. Був знищений Маккеєм під час спроби оновити програмний код реплікаторів. |
| Оберот (англ. Oberoth)  | Девід Огден Стірс | 3 — 4 сезони    | Командувач Асуран, вороже налаштований до експедиції «Атлантіс», Древніх та людства взагалі.                                                                        |
| Корасен (англ. Koracen) | Роберт Молоні     | 5 сезон         | Асуранський вчений, входив до групи Ніама, автор технології «машинного вознесіння».                                                                                 |

### Сатедійці
Впродовж кількох років Ронон Декс вважав себе єдиним, хто залишився живим після атаки Сатеди рейфами. Але потім з'ясувалося, що близько 300 його колишніх співгромадян знайшли собі прихисток на інших планетах галактики Пегас.
| Персонаж                         | Грає           | Поява в серіалі | Опис |
| -------------------------------- | -------------- | --------------- | --- |
| Солен Сінча (англ. Solen Sincha) | Шон Кемпбелл   | 4, 5 сезони     | Друг Ронона Декса, колишній військовий, від якого стало відомо про інших сатедійців та згодом за допомогою якого вдалося знайти полоненого Ронона. |
| Келл (англ. Kell)                | Тері Хоусон    | 4 сезон         | Колишній командир Ронона Декса. |
| Таїр (англ. Tyre)                | Марк Дакаскос  | 4 — 5 сезони    | Колишній військовий, колишній друг Ронона Декса, тривалий час був вірянином рейфів. Разом з Арою та Ракаєм зрадив команду Шеппарда під час нібито спільної місії, через що група полковника потрапила у полон. Кілька місяців потому захопив Декса та марно намагався обміняти його у рейфів на «дарунок життя». Після тяжкого процесу детоксикації від ензиму зголосився допомогти визволити Ронона та підірвав наземну базу рейфів, пожертвувавши своїм життям, аби рятувальна команда безпечно дісталася Зоряної брами. |
| Ара (англ. Ara)                  | Кіра Загорскі  | 4 сезон         | Колишня військова, колишня подруга Декса, яка разом з Таїром і Ракаєм під впливом тортур та ензиму перейшла на бік рейфів. Загинула від руки Ракая, коли намагалася завадити йому використати ніж у поєдинку з Рононом. |
| Ракай (англ. Rakai)              | Алекс Пауновіч | 4 сезон         | Колишній військовий та колишній друг Ронона Декса. Після падіння Сатеди потрапив у полон до рейфів, де, не витримавши тортур, став вірянином рейфів. Актор Алекс Пауновіч також виконав роль Шак'рела — джаффа, давнього друга Тіл'ка та Бра'така у серіалі Зоряна брама: SG-1. |

### Мандрівники
Спільнота мешканців галактики Пегас, що обрала життя виключно на борту космічних кораблів як засіб уникнути винищення рейфами.
| Персонаж                            | Грає            | Поява в серіалі | Опис |
| ----------------------------------- | --------------- | --------------- | --- |
| Леррін (англ. Larrin)               | Джил Вагнер     | 4 сезон         | Одна з лідерів Мандрівників. Неодноразово викрадала та утримувала у заручниках Джона Шеппарда, але також забезпечила участь Мандрівників як союзників у фінальній битві проти реплікаторів. |
| Катана Лабреа (англ. Katana Labrea) | Даніелла Алонсо | 5 сезон         | Командир одного з найшвидших кораблів флоту Мандрівників, за допомогою якого було врятовано крейсер «Дедал»                                                                                 |
| Міла (англ. Mila)                   | Клер Робертсон  | 5 сезон         | Спеціаліст по гіпердвигунам та головний інженер космічного корабля Мандрівників під командуванням Катани Лабреї. Вік 15 років.                                                              |
| Невік (англ. Nevik)                 | Шон Роджерсон   | 4 сезон         | Науковець з команди Леррін, розробляв інтерфейс для використання технологій Древніх за вітсутності гена АТД. Загинув під час атаки рейфів.                                                  |

### Хоффани
Розробники хоффанського вірусу, який мав стати засобом захисту від рейфів, але виявився смертельним як для рейфів, так і для більшості населення Хоффа. Збудник чуми, що спричинила загибель сотень тисяч людей у численних світах галактики Пегас, був штучно створений Майклом на основі хоффанського вірусу.
| Персонаж              | Грає           | Поява в серіалі | Опис |
| --------------------- | -------------- | --------------- | --- |
| Дроін (англ. Druhin)  | Алан Скарф     | 1 сезон         | Канцлер планети Хофф, що підтримував ідею найскорішого застосування хоффанського вірусу, незважаючи на смертельні побічні ефекти. Вбитий рейфами разом з рештою населення Хоффа.              |
| Перна (англ. Perna)   | Еллісон Хоссак | 1 сезон         | Хоффанський вчений, науковий керівник проекту створення хоффанського вірусу. Разом з Карсоном Бекетом створила та випробувала на Стиві першу сироватку. Загинула від побічних ефектів вірусу. |
| Мерелл (англ. Merell) | Нейл Меффін    | 1 сезон         | Смертельно хворий хоффан, який зголосився прийняти сироватку для випробування на Стіві. Помер на другий день після експерименту.                                                              |

### Інші другорядні персонажі
| Персонаж                         | Грає          | Поява в серіалі | Опис |
| -------------------------------- | ------------- | --------------- | --- |
| Херміод (англ. Hermiod)          | Тревор Девалл | 2 — 3 сезони    | Азгардський технік на борту крейсера «Дедал». |
| Люшес Лавін (англ. Lucius Lavin) | Річард Кайнд  | 3 сезон         | Ексцентричний колишній пекар з неназваної планети в галактиці Пегас. За допомогою напою з рослини, що він випадково знайшов на M6H-491, отримав майже безмежну владу не тільки над односельцями, але й над усім, за винятком Джона Шеппарда, персоналом експедиції «Атлантіс». Кілька місяців по тому, придбав персональний щит Древніх та зажив собі славу невразливого героя. Коли його рідне місто захоплює загін Колі, допоміг здійснити рятувальний план Шеппарда та остаточно нейтралізувати Колю. |